# Mitologia romana

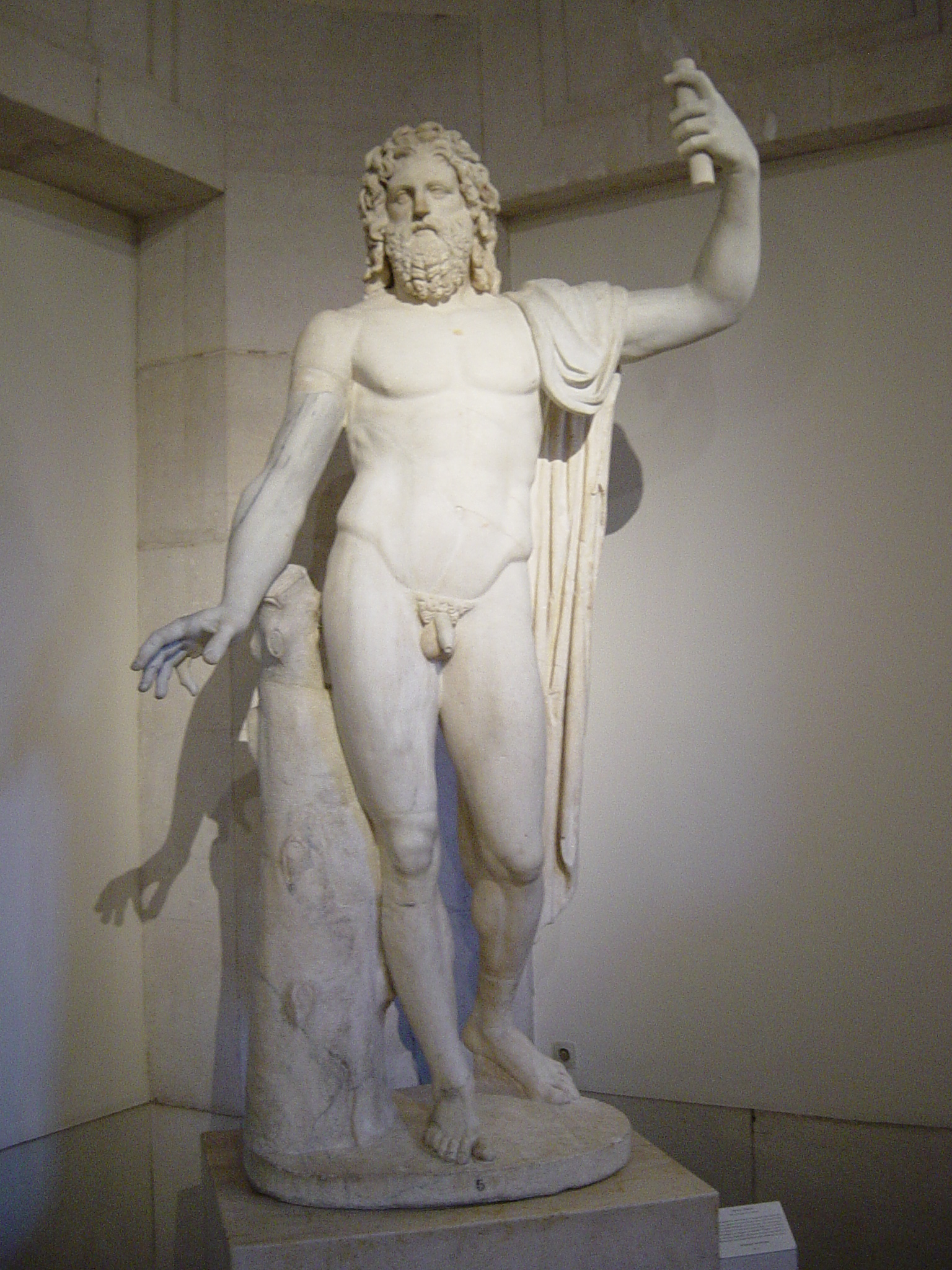
Estàtua de Júpiter
(Museo del Prado, Madrid)

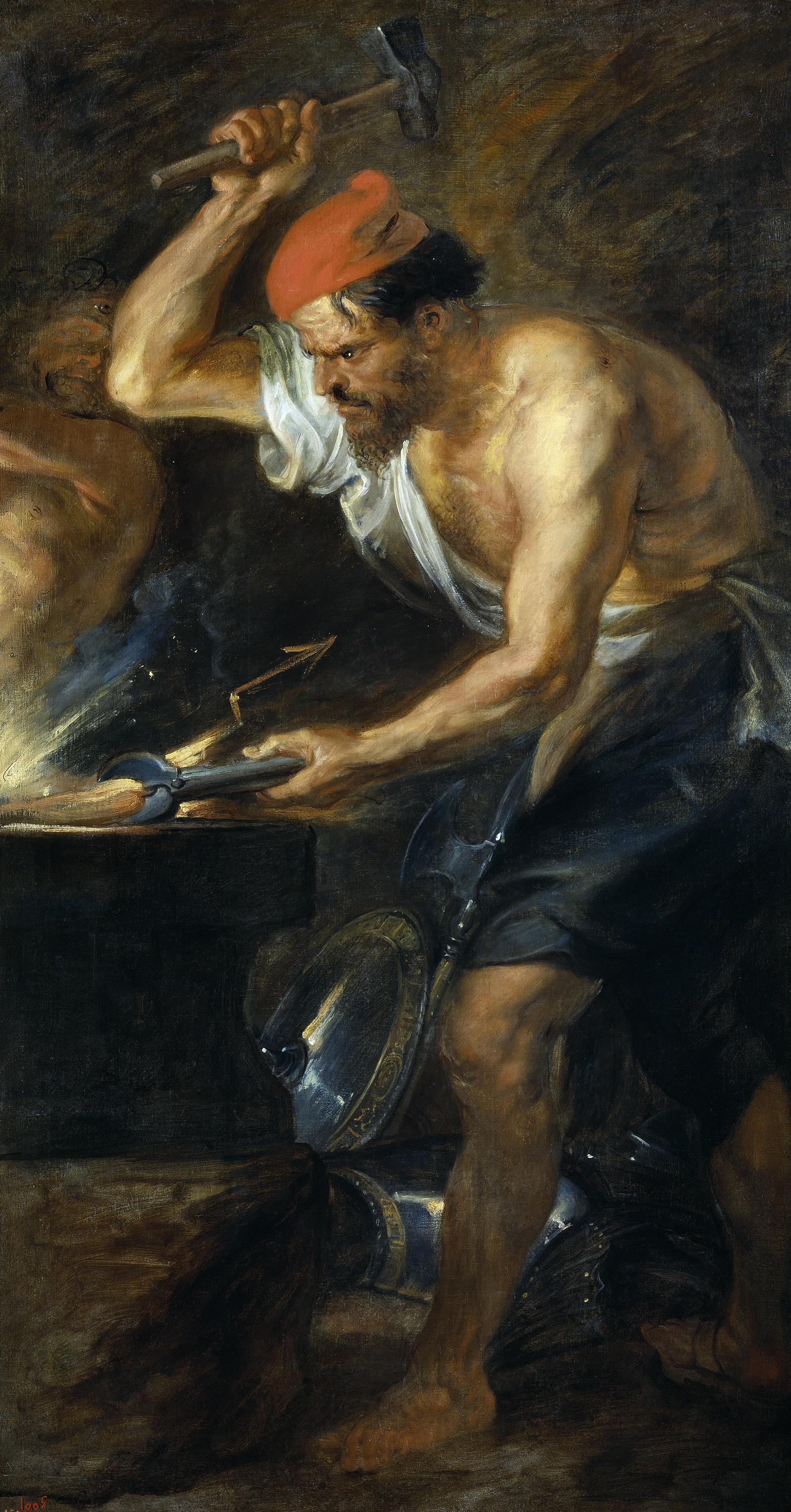
Vulcà forjant els llamps de Júpiter (Rubens)

La mitologia romana representa el conjunt de déus i creences de procedència diversa que integraven el pensament religiós a l'antiga Roma. Inicialment consistia en la creença en una sèrie de déus amb funcions específiques, i clergues associats, però sense les narracions llegendàries característiques de la mitologia grega. Més endavant, a la darrera part de la República, els romans escrigueren històries sobre els seus déus equivalents a la Titanomàquia grega.

## La Roma primitiva
En la Roma més primitiva, els habitants vivien en un món de déus. Davant la manca d'un altre tipus de creences, expressaven a través de l'explicació divina qualsevol classe d'ideal. El poble mesclava les tradicions autòctones amb tradicions d'altres pobles, grecs, etruscs, sabins, i divinitzaven qualsevol element del seu entorn, fos de la natura o de la societat. Progressivament alguns d'aquests elements divinitzats (numina) esdevindrien els principals déus.
Els manes, esperits dels morts, o d'un mort en particular van ser dels primers déus romans. Aquests déus es confongueren amb els lars i penats, déus de les cases. Cada casa tenia un lar i els habitants d'una casa donaven culte als seus propis déus; quan una noia es casava havia de deixar de donar culte als déus de la casa dels seus pares i adoptar els de la casa del seu espòs.
També hi havia els déus dels camps i dels camins que protegien els camperols i els caminants. Protegien també els pobles i ciutats, els districtes, i les viae. Els retien culte en les cruïlles dels camins, fent una festa anual.

### Principals divinitats
Algunes de les divinitats de la Roma arcaica eren:
- Júpiter o Jovis, déu principal del cel resplendent
- Juno, esposa de Júpiter i deessa del naixement i de la prole
- Mart, déu de la guerra
- Minerva, deessa dels oficis i de la saviesa.
- Neptú, deu dels oceans, terratrèmols i cavalls.
- Janus, déu de l'accés a la casa
- Vulcà, deu de la forja.
- Plutó, deu del inframón i dels morts.
- Bacus, deu del vi i de la natura.
- Venus, deessa de la bellesa i de l'amor.
- Apol·lo, deu del sol, de la medicina i de les profecies.
- Victória, deessa de la victoria.
- Diana, deessa verge de la caça, el desert, els animals, les noies joves, el part, la pesta i la lluna.
- Ceres, deessa dels cereals, l'agricultura i la collita, el creixement i la nutrició.
- Mercuri, déu de les fronteres, els viatges, la comunicació, el comerç, el llenguatge i l'escriptura.
- Prosèrpina, filla de Ceres
- Vesta, deessa de la llar.
- Silvà, déu dels boscos i dels ramats.
- Penats, déus del rebost
- Lars, déus protectors de la família i de la casa.
- Hèrcules Itàlic, déu de l'alqueria cultivada en pau, més tard déu de la bona fe
- Vertumne, déu de l'any i les seves estacions
- Saturn, déu dels camps sembrats
- Ops, deessa dels camps
- Flora, deessa de les flors
- Bel·lona, deessa de la guerra
- Terminus, déu dels límits
- Juventus, déu de la joventut
- Salus, deessa de la salut
- Fides, deessa de la fidelitat i la confiança
- Concòrdia, deessa de la concòrdia
- Fors, deessa de la fortuna
- Camenes, nimfes de les fonts
- Bona Dea o Ceres, deessa de la fecunditat.

El primer rei romà, Ròmul, va ser elevat a la categoria de déu, amb el nom de Quirí, i aquest déu era un dels més importants, al costat de Júpiter i Mart. Més tard foren substituïts per la triada Júpiter, Janus i Minerva, que eren els déus de llatins, etruscs i sabins respectivament. Això succeí quan s'integraren influències d'altres cultures.
Per a les activitats humanes existien déus molt específics. Així el pagès invocava al déu del guaret (Vervactor), al que prepara la terra (Reparator), al dels solcs (Imporcitor), al de la sembra de les llavors (Insitor), o al de tancar el blat en els graners (Conditor), per posar alguns exemples. Entre els déus agrícoles es pot destacar a Runcina, Messia, Tutulina, Terensis, Tellumo.

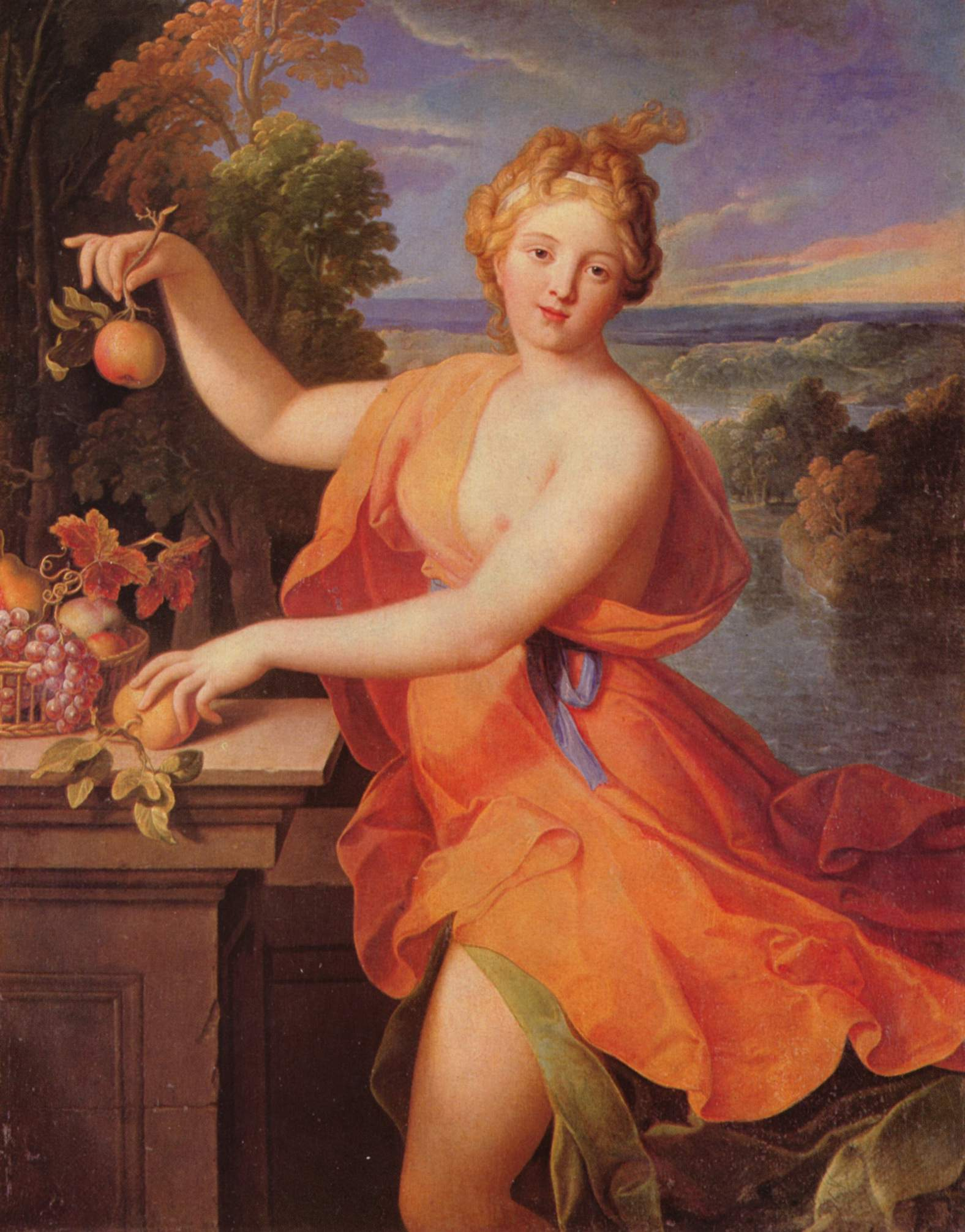
Pomona
(Nicolas Fouché)

Els ramaders disposaven també de divinitats pròpies. Els més destacats eren:
- Bubona, que vetllava pels ramats de bous
- Epona, que vetllava per les egües
- Pales, que ho feia pels ramats de moltons
- Flora i Silvà, els déus que vetllaven pels pastors
- Puta i Pomona, que vetllaven pels jardiners i hortolans.

També tenien déus específics pel matrimoni, el naixement i altres actes importants de la vida. Alguns dels més destacats eren:
- Numina, déus o genis protectors del naixement i desenvolupament de l'home
- Educa i Pontina, déus del menjar i del beure
- Cuba, el déu de guardar el bressol
- Ossipago, el déu de l'enfortiment dels ossos
- Carna, la deessa que enfortia la carn
- Statanus, el qui ensenyava a tenir-se dempeus
- Abeona i Adeona, deesses que ensenyaven a caminar
- Fabulinus, Farinus i Locutius, els qui ensenyaven a parlar
- Terduca, el déu de l'escola
- Domiduca, la deessa que el portava a casa sense perill
- Mens, Catius, Consus i Sentia, déus de la comprensió
- Voleta i Stimula, déus de la voluntat
- Pollentia, Peragenor, Praestrana i Strenia, els déus qui donaven força per executar els actes.

Els numina més importants de l'habitatge familiar eren els Forculus, que guardaven les portes, els Limentinus, que guardaven les llindes i Cardea, la deessa de les frontisses.
Existien, a més, déus negatius, com Vejovis o Laverna, la deessa dels lladres; també déus de l'aire pestilent, de la febre, de les malalties, i molts d'altres. Els romans creien en els Lèmurs o fantasmes, i que les ànimes dels morts, les ragis, baixaven com ombres on estava el cos del difunt i després tornaven al fons dels abismes, sense comunicació amb el món dels vius. També existien uns fantasmes malèfics anomenats Larves, que havien tingut una vida mereixedora de càstig, que eren capaços de tornar a la terra per turmentar els vius. En general els romans eren molt supersticiosos i subsistia la maledicció religiosa o sacer i l'anatema públic. En morir eren incinerats.

## Organitzacions religioses i festivitats

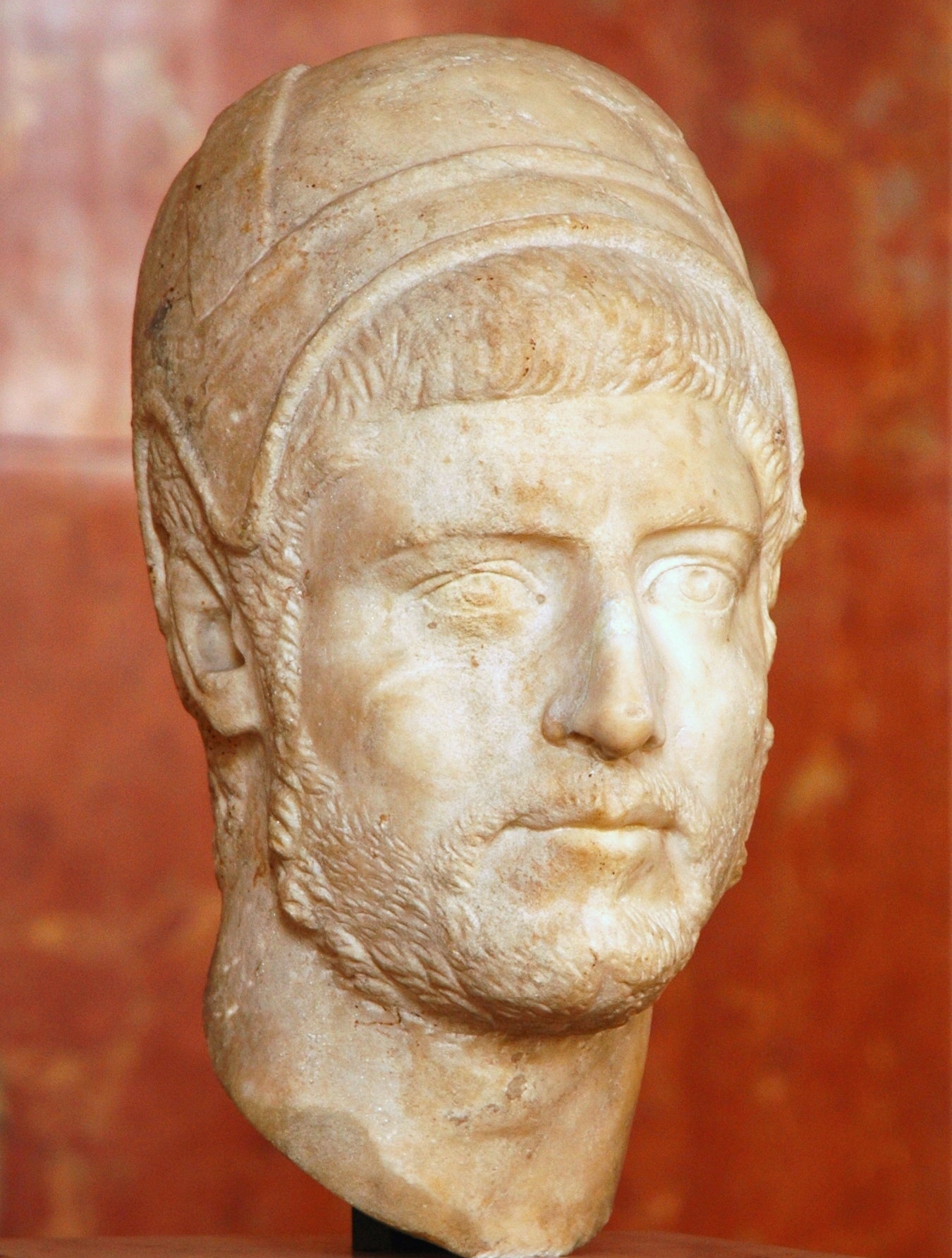
Un flamine (segle II)
(Museu del Louvre)

Existien diverses organitzacions religioses per a cada divinitat, amb els seus corresponents sacerdots.
Al déu Mart corresponia el Flamen Martialis, el sacerdot de Mart, mentre que els joves que ballaven i cantaven la dansa de les armes eren els Salis o saltadors. El déu Quirí tenia també el seu sacerdot (Flamen Quirinalis) i un grup de joves dansaires (Salis Colini). Hi havia també els germans dels Camps (Frates Arvales) encarregats de demanar en el mes de maig els favors de la deessa de la fecunditat, Dea o Ceres, i els sacerdots encarregats de la vigilància dels focs sagrats de cada cúria, els Flamines curialis. I molts d'altres.
Se celebraven diverses festivitats, destacant:
- La Lupercàlia o festa del llop, en honor del déu dels socors, Faunus; els dansaires eren els Luperci, un déu pastoral dels ítals. La festa se celebrava el 15 de febrer a la cova del Lupercal al mont Palatí, on se suposava que una lloba havia donat mamar als llegendaris fundadors de Roma, els bessons Ròmul i Rem.
- La festa d'Hèrcules, amb les confraries dels Poticians i els Pinarians
- La festa de Júpiter Capitoli que tenia per sacerdot el Flamen Dialis i tènia caràcter vitalici.
- Les Festes Saturnals se celebraven durant set dies, del 17 al 23 de desembre, durant l'inici del solstici d'hivern. Tota l'activitat econòmica s'aturava, els esclaus recuperaven momentàniament la seva llibertat, hi havia intercanvi de regals i es respirava per tot arreu un ambient d'alegria.
- Les Festes equirria era un festival en honor de Mart. Se celebrava el 27 de febrer i el 14 de març, tradicionalment l'època de l'any en què es preparaven noves campanyes militars. Al Camp de Mart es feien curses de cavalls, element que definia la celebració.
- La Neptunàlia en honor de Neptú.

Les festes en honor de Roma estaven presidides per sis verges anomenades Vestals. La principal festa romana eren els Jocs (Ludi Romani, Ludi maximi o Ludi Magni), costum importat d'Etrúria. Per dates podem destacar:
- La festa de Mart se celebrava de l'1 al 23 de març
- Fordicídia o la festa de Tellus, deessa dels camps sembrats, que era el 15 d'abril
- Cereàlia o festes de Ceres, el 19 d'abril
- Palília, dedicada al déu dels ramats Pales, que se celebrava el 21 d'abril
- Altres festes eren les Vinalia (23 d'abril), les Robigàlia (25 d'abril), les Saturnalia (17 de desembre) i les Compitàlia.

## Incorporació de divinitats estrangeres

El naixement de Venus
(Botticelli)

A la religió romana dels primers temps se'n van anar afegint cultes i déus estrangers. Així entre altres destaquen: 
- Els Lascivus, genis bons, d'origen etrusc.
- Minerva, deessa de la memòria, la raó, el càlcul i la invenció, també d'origen etrusc.
- Càstor i Pòl·lux, déus dels navegants.
- Esculapi, déu de la salut.
- Mercuri, déu del comerç.
- Líber, divinitat itàlica de caràcter agrari.
- Plutó, déu dels abismes.
- Prosèrpina, la que fa germinar.
- Diana, deessa de la caça.
- Neptú, déu del mar.
- Vulcà, déu dels llamps.
- Apol·lo o Aperta, déu benefactor que cura les malalties.

Amb el pas dels anys nous déus s'uneixen al culte romà. Entre ells:
- Argentins, déu de la plata, que era fill d'Aesculanus, déu del bronze, el culte del qual era més antic.
- Afrodita, la nova versió mitològica grega de la romana Venus.
- Aruspides, d'origen etrusc.

## La Roma Imperial

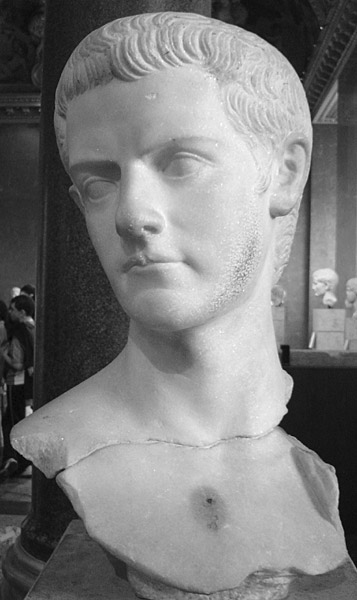
Calígula
(Museu del Louvre)

### El culte a l'emperador
A l'època imperial Júpiter, Juno i Minerva eren els déus principals. Però es va popularitzar extraordinàriament el culte als Genius, una força divina engendradora d'abundància, alegria i prosperitat, ja que s'adaptava a les diverses col·lectivitats i també va ser un tipus de culte vers els emperadors. Hi havia genis propis per a les ciutats, colònies, municipis, gremis, classes, comunitats, pobles, aldees, castes (esclaus i lliberts), oficis i professions, i també de carrers, places, fonts, portes, etc. Va anar creixent el culte als emperadors i al principi de cada menjar es feien libacions pel genius de l'emperador, i es va generalitzar en l'àmbit popular el jurament per l'emperador.
En aquesta època els emperadors es van convertir en déus, per exemple August va passar a ser Divus Augustus i Juli Cèsar Divus Iulius. Fins i tot alguns emperadors es van atribuir ser parents de déus, com Domicià que es va titular fill de Minerva, o Calígula que es feia anomenar germà de Júpiter. Aquest culte imperial, associat al de la deessa Roma, va portar a la formació en ciutats i municipis de col·legis sacerdotals consagrats a l'emperador en les Augustals, unes dates especials en el mes d'octubre. La participació en el culte va arribar a ser símbol de la lleialtat a l'imperi.

### Aparició de les religions orientals
La superficialitat del culte, que no cobria els desitjos populars de devoció, purificació, expiació, unió a la divinitat i misticisme en general, va motivar un espectacular creixement de les religions orientals: 
- Judaisme.
- Creences egípcies, principalment a Isis i Osiris.
- Creences de l'Àsia Menor com Cibeles, Bel·lona i Atis, el déu Pastor de Frígia que simbolitza la mort i la resurrecció.
- El culte a Mitra, d'origen persa i hindú, déu de la veritat i de l'amistat, assimilat després al Sol.

Precisament el culte a Mitra es va difondre en el nord-oest de la Tarraconense, segurament a causa de la permanència de la Legió VII Gèmina a l'actual Lleó i a la difusió realitzada per legionaris que tornaven després de servir a la zona danubiana on el culte estava més estès. Les seves similituds amb el cristianisme van poder afavorir l'extensió d'aquest.

## Temples i representants religiosos

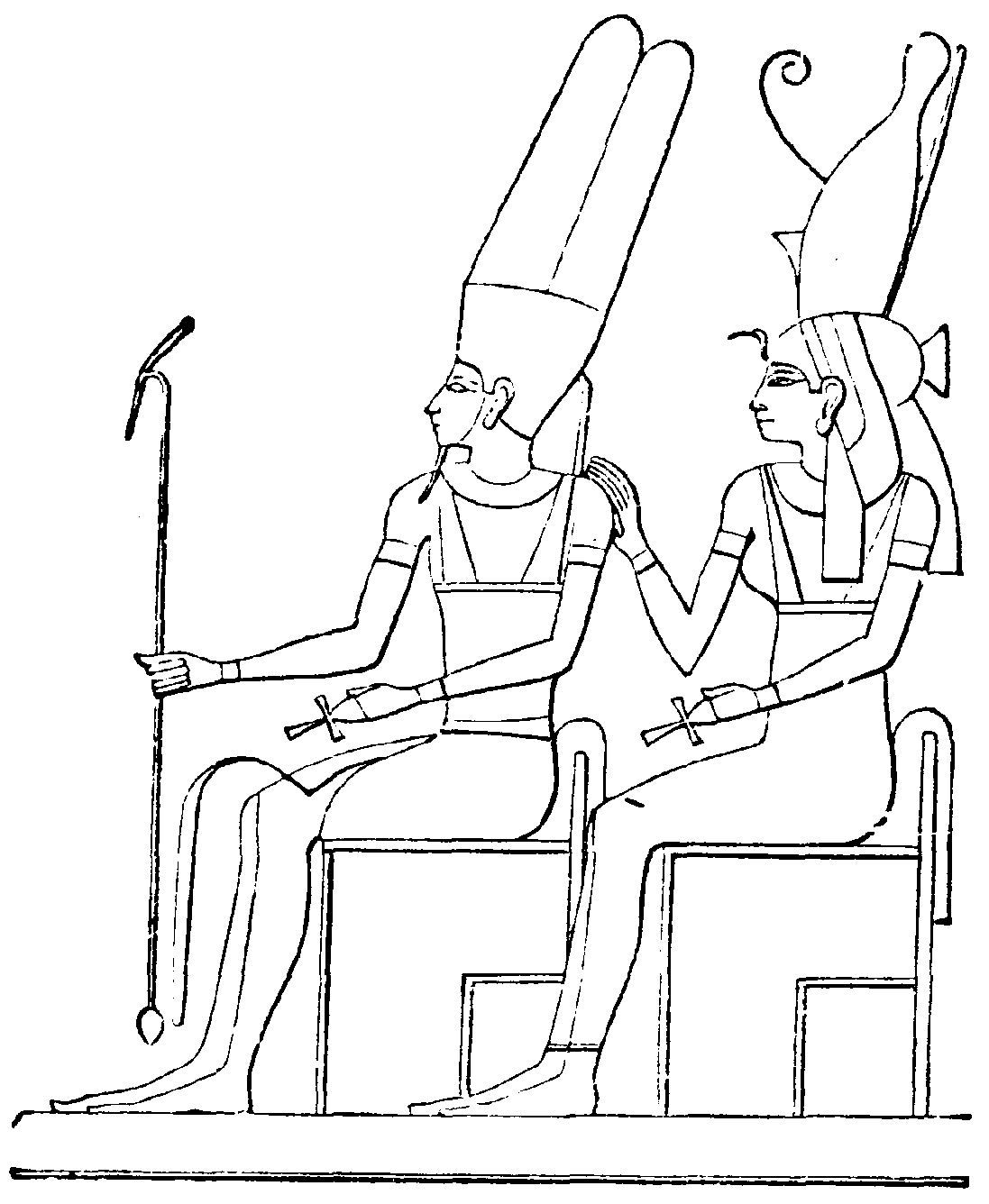
Ammon i Mut

Als déus se'ls dedicaven santuaris (aedicula) i temples (templum), i en alguns d'ells es trobava l'estàtua del déu corresponent. Van aparèixer també diverses organitzacions religioses per a cada divinitat, amb els seus corresponents sacerdots, o flamines, encarregats del culte.
Els banquets sagrats estaven en mans dels epulons, que van arribar a ser-ne deu amb Cèsar i més tard es van reduir a set. Les seves atribucions es van estendre als banquets públics que s'organitzaven durant els festivals.
També tenien un caràcter religiós els auguris, que interpretaven diversos signes o auspicia, com el vol de les aus, el seu cant, els seus esgarips, la seva gana i les posicions i actituds de certs mamífers. Els harúspexs o haruspex (de haruga, víctima i de spicere, mirar) interpretaven les vísceres dels animals, el llamp, el tro i altres fenòmens de la naturalesa com eclipsis, meteorits, aeròlits o erupcions, i els esdeveniments imprevistos. I finalment els pontífexs, que determinaven els dies propicis i altres actes i eren els guardians suprems del culte.
El càrrec de pontífex, abans electiu, va recaure en l'emperador, i els seus familiars solien ser membres del Col·legi de Pontífexs, encara que per a les altres vacants es va mantenir el sistema d'elecció, tot i que a partir dels candidats proposats per l'emperador que en la pràctica no podien ser rebutjats. A més, l'emperador podia augmentar el nombre de places del Col·legi o crear supernumeraris, que nominalment també eren elegits.
Els oracles, d'origen oriental, van ser populars a Roma. En els primers temps de l'imperi de l'oracle d'Ammon a Egipte estava en decadència i gaudia de més predicament l'oracle de les Sibil·les de Roma. August va ordenar la confiscació dels llibres sibil·lins, molts dels quals eren còpies partidistes que interpretaven els oracles a favor d'una tendència determinada. Amb major o menor acceptació van persistir durant tot l'imperi. Amb l'emperador Vitel·li van ser expulsats d'Itàlia, però no cal dubtar que ho van tornar o no van arribar a marxar.
L'última institució vinculada a la religió era la dels feciales o missatgers de l'Estat, encarregats de les declaracions de guerra i dels tractats de pau; quan se signava la pau havien d'estar presents dos feciales. Aquests perpetuaven, per transmissió oral, els tractats concertats amb altres ciutats i emetien dictàmens sobre violacions i sobre drets relatius als tractats. Més endavant, en temps dels emperadors, van perdre les seves facultats sobre guerra i pau i segurament només van mantenir algunes decisions relatives a ambaixades i extradicions, si bé Marc Terenci Varró afirma que solament van subsistir de nom.